# Swing au cœur
Pour plus de détails, voir Fiche technique et Distribution.
Swing au cœur (Footlight Serenade)  est un film musical américain de Gregory Ratoff, sorti en 1942

## Fiche technique
- Titre français:  Swing au cœur
- Titre original : Footlight Serenade
- Réalisateur : Gregory Ratoff
- Production : William LeBaron
- Société de production : Twentieth Century Fox
- Scénario : Robert Ellis, Helen Logan et Lynn Starling d'après une histoire de Kenneth Earl et Fidel LaBarba
- Directeur de la photographie : Lee Garmes
- Montage : Robert L. Simpson
- Direction musicale : Charles Henderson
- Musique : Charles Henderson, Cyril J. Mockridge et Alfred Newman (non crédités)
- Chorégraphe : Hermes Pan
- Direction artistique : Richard Day et Albert Hogsett
- Décors : Thomas Little
- Costumes : Earl Luick et Sam Benson
- Pays d'origine : États-Unis
- Langue : anglais
- Format : Noir et blanc - Son : Mono (Western Electric Recording)
- Durée : 80 minutes
- Genre : Film musical et comédie romantique
- Date de sortie :
  - États-Unis : 1er août 1942

## Distribution
- John Payne : William J. 'Bill' Smith
- Betty Grable : Pat Lambert
- Victor Mature : Tommy Lundy
- Jane Wyman : Flo La Verne
- James Gleason : Bruce McKay
- Phil Silvers : Slap
- Cobina Wright : Estelle Evans
- June Lang : June
- Frank Orth : Mike
- Mantan Moreland : Amos, l'habilleur de Tommy
- Irving Bacon : Machiniste
- Charles Tannen : Charlie
- George Dobbs : Frank, chorégraphe

Actrices non créditées
- Carole Mathews : Showgirl
- Lillian Yarbo : la servante d'Estelle